# 酶学委员会编号
酶学委员会编号或酶编号（英語：Enzyme Commission number），简称EC编号或EC号（EC number），是一种基于酶催化化学反应而制定数字分类方案。作为酶命名法 / 酶学委员会命名法（enzyme nomenclature）系统，同時會為各種酶給予一個建議的名稱，且每个EC编号都与相应酶催化反应的推荐名称相关联。
EC编号并非针对不同种类的酶，而是针对酶催化的反应。如果不同的酶（例如来自不同生物体的酶）催化相同的反应，则它们会获得相同的EC编号。此外，通过趋同进化，完全不同的蛋白质折叠可以催化相同的反应（这些有时被称为非同源同功能酶）因此会被分配相同的EC编号。相比之下，联合蛋白数据库标识符通过氨基酸序列唯一地指定蛋白质。

## 编号数字格式
每个酶代码均由字母“EC”和四个以句点分隔的数字组成（例如EC X.X.X.X）。这些数字代表酶的逐级精细分类。目前存在一些初步认定的EC编号，其第四位（序列号）数字包含“n”（例如 EC 3.5.1.n3）。
例如，三肽氨基肽酶的编号为“EC 3.4.11.4”，其组成部分表示以下酶组：
- EC 3代指水解酶（利用水分解其他分子的酶）

- EC 3.4代指是作用于肽键的水解酶

- EC 3.4.11代指从多肽中裂解氨基末端氨基酸的水解酶

- EC 3.4.11.4指从三肽氨基末端裂解的酶

## 顶层编号
注意：酶分类编号与“格式编号”不同
| 组别            | 被催化的化学反应 | 典型反应                                                                  | 酶的例子（俗名）                      |
| --------------- | --- | ------------------------------------------------------------------------- | ------------------------------------- |
| EC 1 氧化还原酶 | 氧化 / 还原反应；氢和氧原子或电子从一种物质转移到另一种物质                                                           | AH + B → A + BH (还原) A + O → AO (氧化)                                  | 脱氢酶、氧化酶                        |
| EC 2 转移酶     | 将官能团从一种物质转移到另一种物质。该基团可以是甲基、酰基、氨基或磷酸基                                              | AB + C → A + BC                                                           | 转氨酶、激酶                          |
| EC 3 水解酶     | 通过水解底物并形成两种产物                                                                                            | AB + H2O（水分子） → AOH + BH                                             | 脂肪酶、蛋白酶 / 肽酶、淀粉酶、磷酸酶 |
| EC 4 裂合酶     | 非水解性地从底物增加或去除某些基团。碳-碳键（C-C）、碳-氮键（C-N）、碳-氧键（C-O） 或碳-硫键（C-S）等共價鍵可能会断裂 | RCOCOOH（羧基） → RCOH（醛基） + CO2（二氧化碳）或[X-A+B-Y] → [A=B + X-Y] | 羧基裂合酶 / 脱羧酶                   |
| EC 5 异构酶     | 对分子内进行重新排列，即单个分子内的同分异构化                                                                        | ABC → BCA                                                                 | 异构酶、变位酶                        |
| EC 6 连接酶     | 通过合成新的碳-氧、碳-硫、碳-氮或碳-碳键并同时分解三磷酸腺苷，将两个分子连接在一起                                    | X + Y + ATP（三磷酸腺苷） → XY + ADP（二磷酸腺苷） + Pi（磷酸）           | 合成酶                                |
| EC 7 易位酶     | 催化离子或分子跨膜运动或膜内分离                                                                                      |                                                                           | 膜转运蛋白                            |

## 反应相似性
可以通过使用化学键变化、反应中心或亚结构指标（以前称为 EC-BLAST，现为EMBL-EBI酶门户）来计算酶促反应之间的相似性。

## 历史
在EC编号系统发展之前，酶的命名是任意的，通常使用诸如老黄酶（old yellow enzyme）和苹果酸酶之类的名称，这些名称很少或根本没有提供任何有关所催化反应的线索。大多数这些名称已不再使用，但仍有少数名称在使用，尤其是特异性很低的蛋白水解酶，例如胃蛋白酶和木瓜蛋白酶，因为根据特异性进行合理分类非常困难。
到了20世纪50年代，混乱已经让人无法忍受，在霍夫曼-奥斯滕霍夫（Hoffman-Ostenhof）、迪克森（Dixon）和韦伯（Webb）提出了类似的酶催化反应分类方案，1955年在布鲁塞尔举行的国际生物化学大会成立了酶委员会，由马尔科姆·迪克森担任主席。第一版命名书籍发布于1961年，酶委员会随即解散，但其名称以EC编号这一术语保留了下来。目前的第六版由国际生物化学和分子生物学联合会于 1992年出版，是最后一个以印刷书籍形式出版的版本，包含3196种不同的酶。补编1—4出版于1993年至1999年。后续补编已以电子版形式发布在国际生物化学与分子生物学联盟（IUBMB）命名委员会的网站上。2018年8月，IUBMB修改了该系统，添加了顶级EC 7（第七类）酶类别，即易位酶。